# Vladek Lacina
Vladek Lacina (25 de junio de 1949) es un deportista checoslovaco que compitió en remo. Participó en tres Juegos Olímpicos de Verano entre los años 1972 y 1980, obteniendo una medalla de bronce en Montreal 1976 en la prueba de cuatro scull.

## Palmarés internacional
| Juegos Olímpicos | Juegos Olímpicos  | Juegos Olímpicos  | Juegos Olímpicos |
| Año              | Lugar             | Medalla           | Prueba           |
| ---------------- | ----------------- | ----------------- | ---------------- |
| 1976             | Montreal (Canadá) | Medalla de bronce | Cuatro scull     |